# 默里湖 (巴布亞新畿內亞)
7°00′S 141°30′E / 7°S 141.5°E

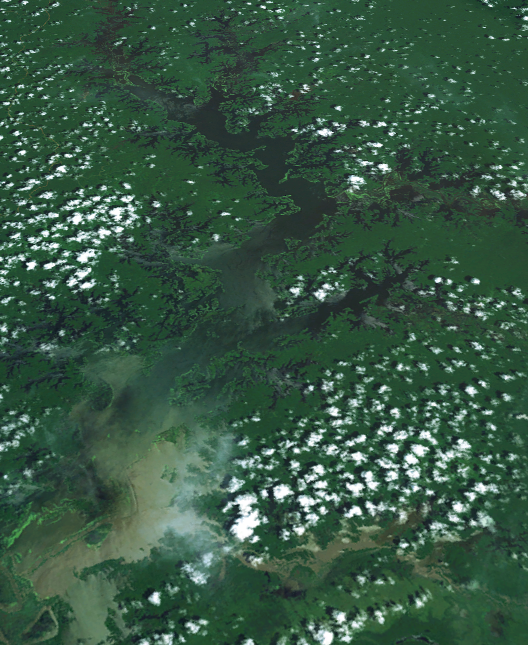

默里湖是巴布亞新畿內亞的湖泊，由西部省負責管轄，長63公里、寬18公里，面積647平方公里，是該國最大的湖泊，海拔高度59米，最大水深10米，湖岸線長度2,038米。